# Vlag van Guainía

Vlag van Guainía

De vlag van Guainía is bestaat uit drie even brede horizontale banen in de kleurencombinatie geel-blauw-groen.
Geel symboliseert dat het bovenste gedeelte in beslag neemt, staat voor de minerale rijkdom van het departement, vertegenwoordigd door goud, uranium, diamanten, amethisten en andere edelstenen. Blauw symboliseert dat in het midden is ingebed, symboliseert de rijkdom aan water, aangezien het woord Guainía in de inheemse taal "Land van vele wateren" betekent vanwege de talrijke en overvloedige rivieren, beken en lagunes die het grondgebied omspoelen. Groen neemt het laatste deel van de vlag in beslag en vertegenwoordigt de botanische en faunale diversiteit van de uitgestrekte bossen en savannes die het departementale grondgebied vormen.

Voorgaande vlag (tot 2000)